# Kilkenny
Kilkenny (írül: Cill Chainnigh) város Írország Leinster tartományában, Kilkenny megye közigazgatási központja.

## Fekvése
Írország délkeleti részén helyezkedik el, a Nore-folyó partján.

## Történelem
Neve Szent Canice emlékét őrzi (Cill Chainnigh azaz „Canice temploma”), aki itt alapított kolostort a 6. században. A kolostor körül hamarosan létrejött egy új település.
A várost a normannok foglalták el 1173-ban, és egy várat építettek benne újonnan szerzett területeik védelmére 1190-ben.
A 13. és a 15. század között a sziget egyik legfontosabb angol kézen lévő városa volt. Az írországi angol-normann parlament 35 ízben gyűlt össze a város falai között.
1391-ben a vár és a hozzá tartozó birtokok a Butler család kezébe került. A főnemesi család 1935-ig élt itt, majd leszármazottaik 1967-ben jelképes összeg fejében átadták várukat az íreknek.
1642 és 1648 között az ír katolikusok összefogtak az írországi angol katolikus főurakkal, és az angol parlament irányításával szemben önálló kormányzatot hoztak létre Kilkenny Konföderáció néven. A szövetség 1648-ban széthullott, a város pedig megadta magát Oliver Cromwell csapatainak.
A városban a ferences rendi apátok a 14. századtól foglalkoztak sörfőzéssel. A 18. században egy John Smithwick nevü sörfőzőmester kezdte el készíteni a Kilkenny nevű vörös sört. A Guinness cég megvásárolta a gyárat, és a híres sörüzemet egy másik városba helyezték át. A Kilkenny helyett a városban a Smithwick’s nevű sört kezdték el készíteni.

## Látnivalók
- Kilkenny vár - normannok építették 1190-ben, az évszázadok során többször átépítették, itt használtak először öblítős wc-t Írországban
- Szent Canice katedrális - a 13. században építették
- Vámház - 1761-ben épült
- Kyteler’s Inn - a város legrégebbi háza, az 1320-as években épült kocsmának, ma étteremként működik
- A Bíróság épülete - 1810-ben épült
- Rothe-ház - a 16. század végén épült, ma a Kilkenny Régészeti Társaság kiállítóterme
- Ferences-kolostor - a 13. században épült
- Szent Mária-katedrális

## Képek

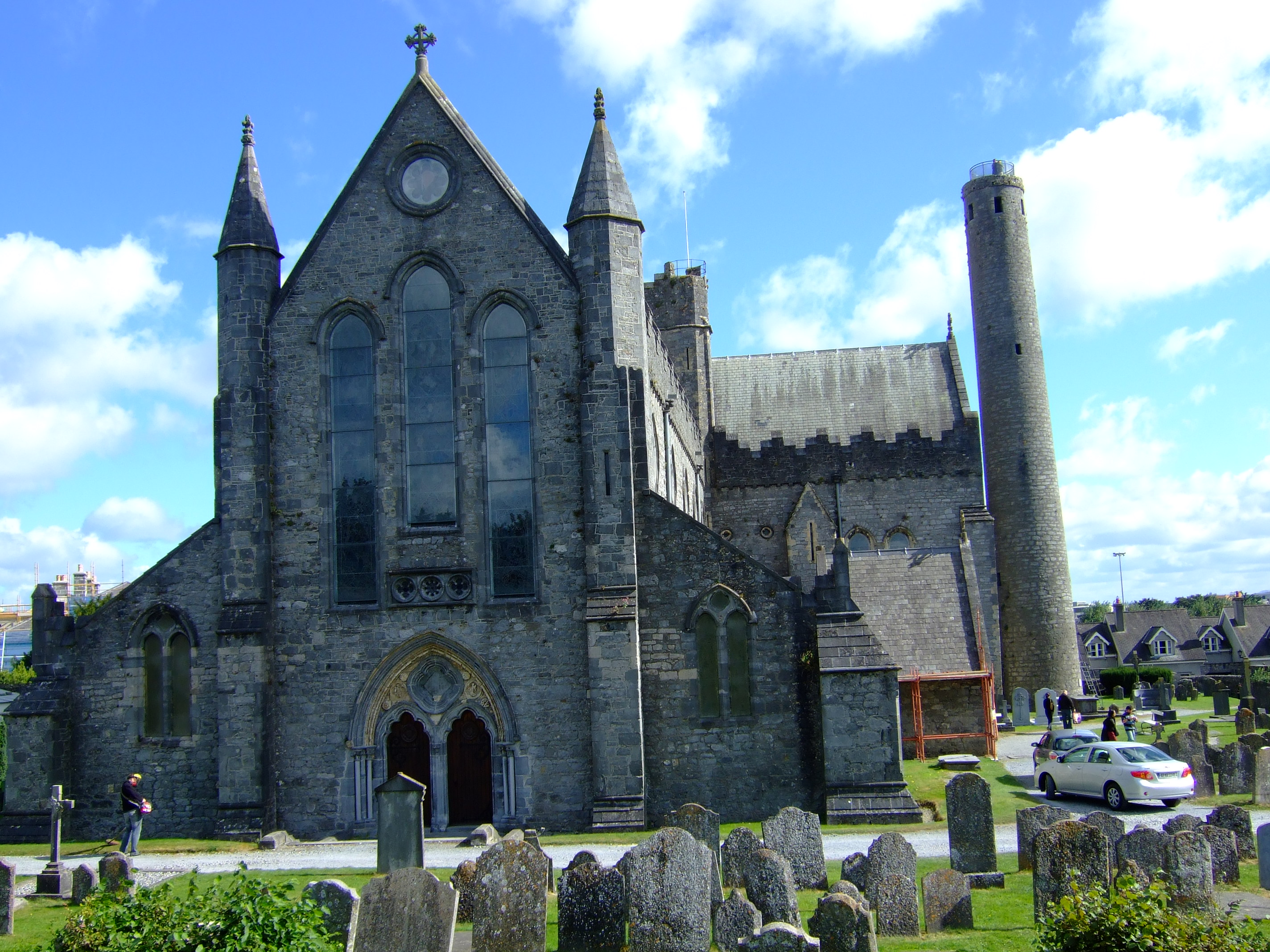
Szent Canice katedrális
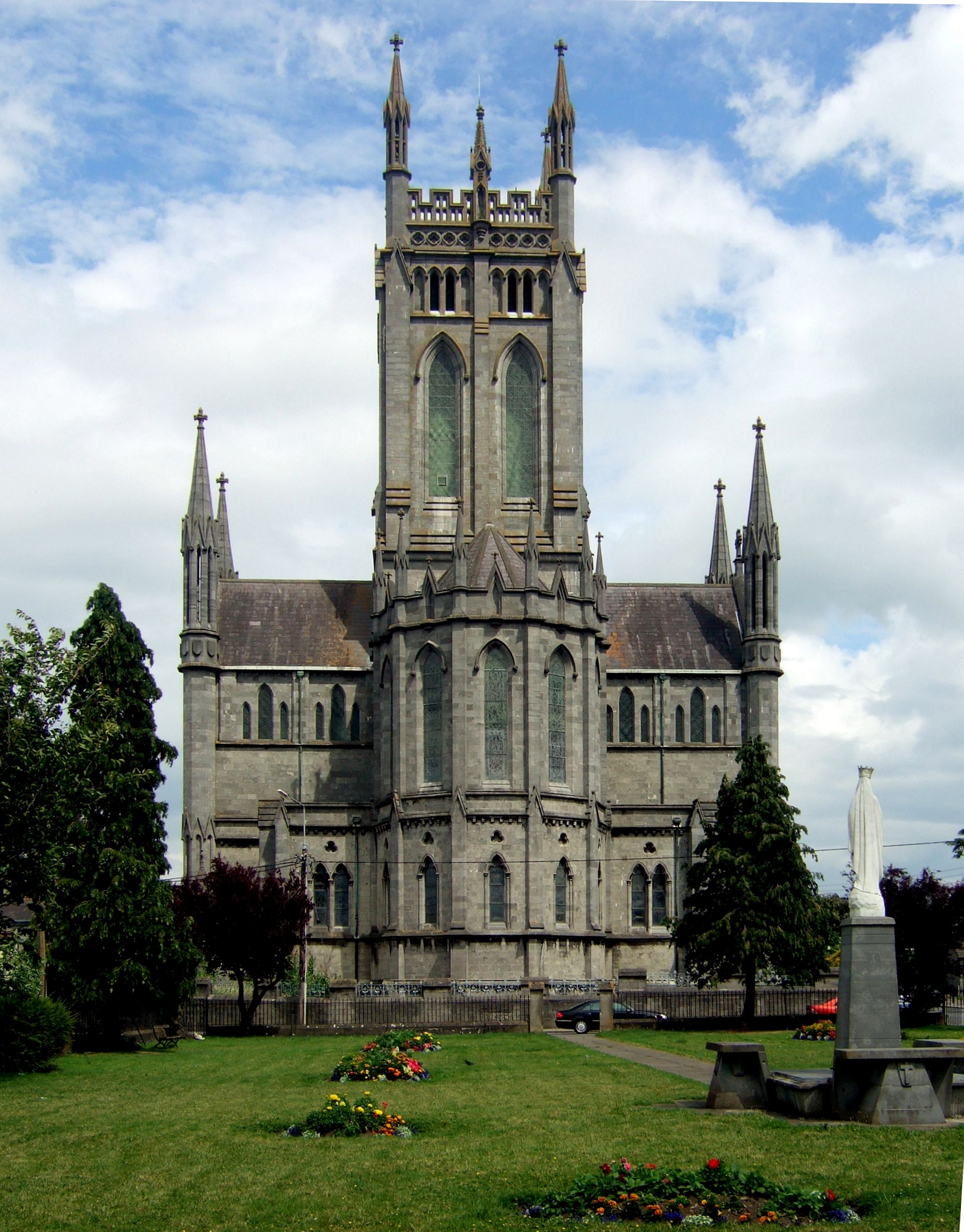
Szent Mária-katedrális
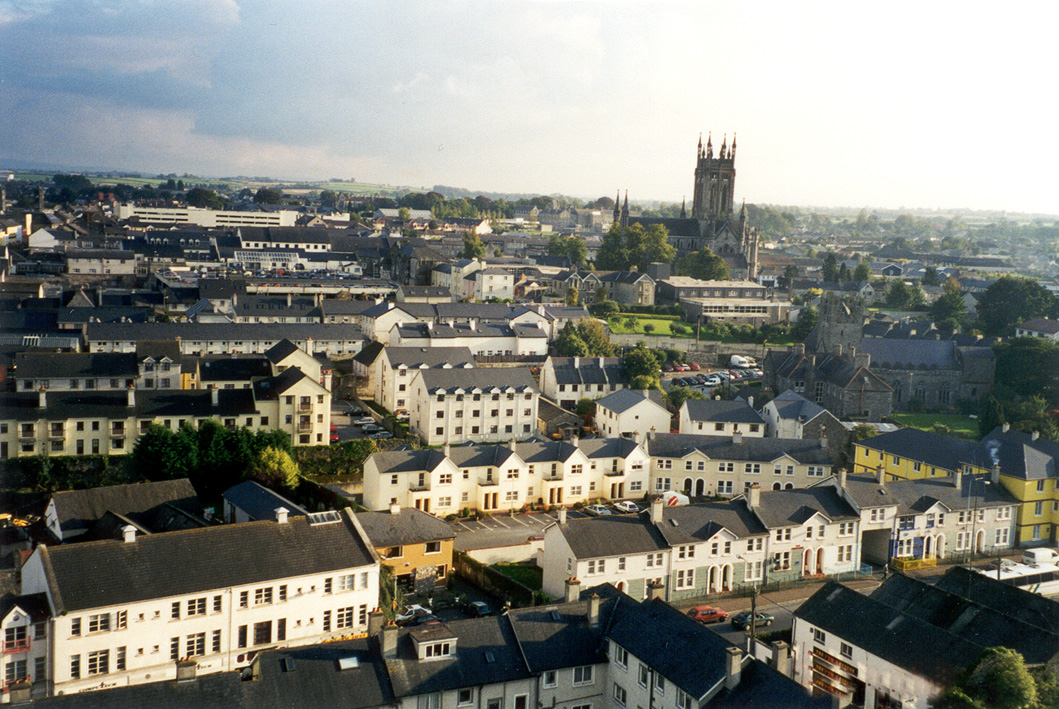
A város látképe

## Külső hivatkozások
- Hivatalos honlap